# Lill-Skälsjön
Lill-Skälsjön är en sjö i Sundsvalls kommun i Medelpad och ingår i Indalsälvens huvudavrinningsområde. Sjön är 7,5 meter djup, har en yta på 0,37 kvadratkilometer och är belägen 298,2 meter över havet.

## Delavrinningsområde
Lill-Skälsjön ingår i det delavrinningsområde (696269-155443) som SMHI kallar för Utloppet av Stor-Vallsjön. Medelhöjden är 280 meter över havet och ytan är 29,35 kvadratkilometer. Räknas de 3 avrinningsområdena uppströms in blir den ackumulerade arean 50,06 kvadratkilometer. Vallsjöån som avvattnar avrinningsområdet har biflödesordning 3, vilket innebär att vattnet flödar genom totalt 3 vattendrag innan det når havet efter 66 kilometer. Avrinningsområdet består mestadels av skog (74 procent). Avrinningsområdet har 4,88 kvadratkilometer vattenytor vilket ger det en sjöprocent på 16,6 procent.